# 肥後田浦駅
肥後田浦駅（ひごたのうらえき）は、熊本県葦北郡芦北町大字小田浦にある肥薩おれんじ鉄道線の駅。駅番号はOR07。

## 歴史

### 駅名の由来
開業時の地名（葦北郡田浦村）が由来。
「田浦」は「広い田圃のある港」を意味する地名であり、古くは「田ノ浦」や「田野浦」と読まれていた。
開業当時、すでに横須賀線に田浦駅が設けられていたため、当駅は熊本県の旧国名「肥後」を冠して「肥後田浦駅」となった。

### 年表
- 1925年（大正14年）4月15日：鉄道省肥薩線（初代）の駅として開設[1]。
- 1927年（昭和2年）10月17日：鹿児島本線編入により、同線の駅となる。
- 1945年（昭和20年）3月29日・7月22日・7月27日：米軍の空襲により駅舎や構内が工場と共に大きな被害を受ける。
- 1974年（昭和49年）11月：木造駅舎が解体され、鉄筋コンクリート製の現駅舎に改築される。
- 1984年（昭和59年）2月1日：貨物取扱廃止に伴い、東海カーボン専用線廃止[1]。業務委託駅化されて八代駅の被管理駅となり、肥後田浦駅長が廃止される。
- 1985年（昭和60年）3月14日：業務委託終了により無人駅化[2]。
- 1987年（昭和62年）4月1日：国鉄分割民営化により、JR九州の駅となる[1]。再び有人駅（業務委託駅）化。
- 2004年（平成16年）3月13日：九州新幹線部分開業に伴う鹿児島本線（八代駅 - 川内駅間）経営移管により、肥薩おれんじ鉄道の駅となる[3]。
- 2007年（平成19年）10月1日：土曜日のみ有人駅に変更となる。
- 2014年（平成26年）4月13日：芦北町商工会田浦支所が当駅から移転。
- 2019年（令和元年）10月1日：駅ナンバリング導入に伴い駅名標を更新。英語表記を「Higo Tanoura」から「Higo-Tanoura」に変更。

## 駅構造

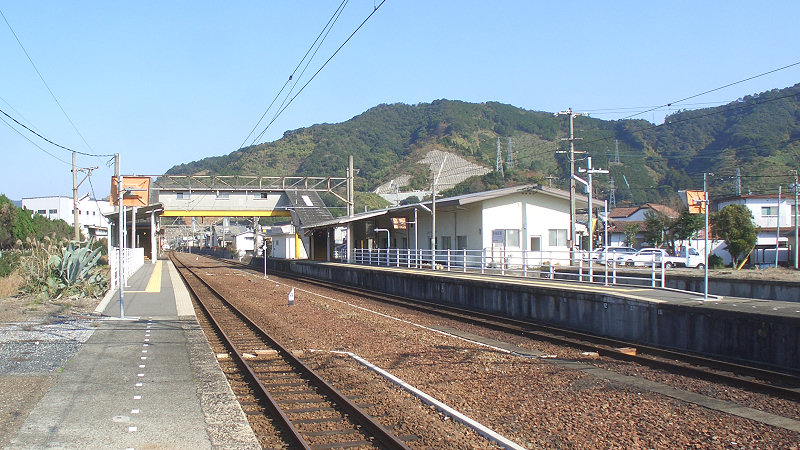
構内
（上下線間に工場の貨物取扱を行っていた頃に使用されていた中線跡が残る）

鉄筋コンクリート製駅舎と相対式ホーム2面2線を有する地上駅で、NPO法人「ななうらステーション」が管理する有人駅（簡易委託駅）である。かつて車扱貨物取扱を行っていたため、ホーム間間隔は広く空いている（後述）。トイレは改札内・外にある。この他、貨物用ホームが残っており、現在は保線作業車の留置線として使用されている。
有人駅ではあるが土曜日のみの営業である。旧田浦町の中心駅であり、国鉄時代は東海カーボン田ノ浦工場従業員の利用者が多く構内で車扱貨物も取り扱っていたことから駅周辺が大変賑わっており終日有人駅であったが、東海カーボン工場の生産ラインの縮小や貨物取扱廃止、モータリゼーション普及等により工場従業員利用者が激減したため、国鉄の合理化対策として1985年に一旦無人駅化された。その後、田浦町からの陳情や請願もあり1987年にJR九州に分割民営化された際に再び終日有人駅に昇格し、2004年に肥薩おれんじ鉄道に経営が移管された後も田浦町の中心駅として利用客も多く、平日のみ毎日8:30 - 17:00まで営業していた。しかし、2005年3月1日にたのうら御立岬公園駅が開業してからは利用客がそちらに移り、再び当駅の利用者が激減したため、2007年10月1日から毎週土曜のみ窓口営業の有人駅に格下げされた。なお、JR九州からおれんじ鉄道への移管後も開業時から2007年10月に営業時間が短縮されるまでは駅係員による改札、出札や集札が行われていたが、営業時間短縮後からは土曜日のみの営業になったため、他の有人駅と違って出札と駅管理のみを行い、改札や集札は行われていない。
かつては木造駅舎で、有人駅時代は駅舎周辺には駅職員や住民が大切に育てた菊の鉢植えが沢山飾られ、沿線利用者からは「菊の駅」として親しまれていた。現在の駅舎は1974年に建てられたもので、建築当時からの出札窓口と待合室を有する。かつては鉄道小荷物窓口も設置されていたが、こちらは無人化された1985年に閉鎖され、旧田浦町の特産品展示スペースに改修されている。
国鉄時代は1984年まで駅長所在駅で工場専用線を有し車扱貨物取扱を行っていたため、比較的大きな駅舎が残る。駅長事務室内は駅業務の他専用線貨車入換用信号扱所や作業員詰所を併設していたため大部屋であったが、貨物取扱廃止時と無人化時、肥薩おれんじ鉄道への経営移管時と、度々改装が重ねられたことにより現在は出札窓口に小規模の事務室を構えている程度に縮小している。改装された元の駅長事務室跡には2015年4月までは芦北町商工会田浦支所が入居していたが、田浦基幹支所への移転した。同年4月以降は赤帽肥後田浦店が入居していたが、芦北町内への移転のため2020年5月20日限りで営業終了、以降は空き店舗となっている。
- 営業時間
  - 土曜 9:30 - 16:50

### のりば
| のりば | 路線                | 方向 | 行先                 | 備考                 |
| ------ | ------------------- | ---- | -------------------- | -------------------- |
| 1      | ■肥薩おれんじ鉄道線 | 下り | 佐敷・水俣・出水方面 |                      |
| 1      | ■肥薩おれんじ鉄道線 | 上り | 八代・新八代方面     | 原則としてこのホーム |
| 2      | ■肥薩おれんじ鉄道線 | 上り | 八代・新八代方面     | 一部列車のみ         |

- かつては中線もあったが、貨物取扱が廃止されたため撤去された。

## 貨物取扱（廃止）

### 専用線
1984年2月1日の車扱貨物廃止までは駅西側の東海カーボン田ノ浦工場の車扱貨物取扱を行っており、上下ホーム間に当工場専用貨物列車用中線が存在していた他、駅構内から工場に向けて数本の専用側線が敷かれ、貨車入換や原料や製品の貨物輸送が行われていた。肥後田浦駅構内と工場との入換は日本通運田浦営業所（現・八代支店）が担当しており、専用スイッチャーと貨車移動機が使用されていた。工場からはさらに併設の田浦港へも線路が伸びており、貨物船と貨車との荷物積替え作業も行われていた。上り線（八代方面）側の安全側線が他駅よりも長いが、これはこの側線が工場への引込線や構内側線への貨車入換線として使われていた頃の名残である。また、駅構内上り方架線柱には中線が使われていた当時の信号機の設備跡が残っている。専用線廃止後は1986年までに中線や専用線の線路が全て撤去された。暫くは線路が撤去されただけで専用線や施設跡がはっきり残っていたが、跡地は2004年にJRからおれんじ鉄道に経営移管された頃に全て整地されて駅と工場の間に塀や道路が出来てしまい、現在は中線跡と安全側線以外の痕跡は殆ど残っていない。

#### 備考
東海カーボン田ノ浦工場の前身である東海電極田浦工場と田浦港は太平洋戦争時代は日本軍の主要な軍需工場や軍事物資の海上輸送拠点の一つだったため、戦時中だった1945年に実行されたアメリカ軍の熊本大空襲で駅舎や工場が3回に渡る空襲で大きな被害を受けた駅の一つである。この時の空襲の映像が現存しており、2013年12月に大分県宇佐市の市民団体「豊の国宇佐市塾」により初めて一般公開された。この映像では比較的大きな駅構内の様子や木造平屋建ての駅舎、工場内専用線や側線に留置された貨車や港に係留された輸送船など￥が確認可能。

## 利用状況
| 1日乗降人員推移 | 1日乗降人員推移 |
| 年度            | 1日平均人数     |
| --------------- | --------------- |
| 2011年          | 124             |
| 2012年          | 112             |
| 2013年          | 125             |
| 2014年          | 94              |
| 2015年          | 94              |
| 2016年          | 68              |
| 2017年          | 82              |
| 2018年          | 82              |
| 2019年          | 85              |

## 駅周辺
県道田浦港線が駅前を通り肥薩おれんじ鉄道線と並行する。その少し東側を国道3号が並行する。
- 東海カーボン田ノ浦工場
- 田浦港
- 小田浦簡易郵便局
- 産交バス「田浦駅前」停留所 - 国道3号上にあり当駅とは約100 m離れている。道の駅たのうら方面や水俣産交方面へ発着する。

## 隣の駅
肥薩おれんじ鉄道
■肥薩おれんじ鉄道線
たのうら御立岬公園駅（OR06） - 肥後田浦駅（OR07） - 海浦駅（OR08）